# Sepia stellifera
Sepia stellifera är en bläckfiskart som beskrevs av Homenko och Khromov 1984. Sepia stellifera ingår i släktet Sepia och familjen Sepiidae. IUCN kategoriserar arten globalt som otillräckligt studerad. Inga underarter finns listade i Catalogue of Life.